# Tauranga
Tauranga je novozelandski grad, najveći u regiji Bay of Plenty na Sjevernom otoku. 
Mjesto je bilo naseljeno Europljanima u ranom 19. stoljeću, a proglašeno je gradom 1963. Tauranga je šesti po veličini grad u Novom Zelandu, s urbanim stanovništvom od 120 000 (2010.).
Grad leži u sjeverozapadnom kutu regije Bay of Plenty. Nalazi se na površini od 168 četvornih kilometara, a obuhvaća većči broj četvrti. Tauranga je jedno od glavnih novozelandskih središta za poslovanje, međunarodnu trgovinu, modnu industriju i hortikulturu. Luka Tauranga je najveća luka u Novom Zelandu prema bruto tonaži izvoza.
Tauranga je jedan od novozelandskih najbrže rastućih gradova, s 14 % porasta stanovništva između popisu stanovništva iz 2001. i popisa 2006.

## Galerija
- Luka u Taurangi.
- Pogled na plažu i planinu Mt Maunganui.
- Brodovi u Taurangi.
- Park u Taurangi.